# Griekse Staat
De Griekse Staat of de Helleense Staat (Grieks: Ελληνική Πολιτεία; Elliniki Politeia) was de officiële naam van Griekenland gedurende de bezetting van het land door de Asmogendheden in de Tweede Wereldoorlog. 
Na de Slag om Griekenland, waarbij het Koninkrijk Griekenland door de Asmogendheden was verslagen, werd generaal Georgios Tsolakoglu op 30 april 1941 aangewezen als de premier van de nieuwe Griekse regering. Aangezien koning George II samen met de ex-regering het land was ontvlucht, vermeed het nieuwe regime alle referenties naar de monarchie en werd de Griekse Staat de nieuwe officiële naam van het land. Alhoewel het land officieel een soevereine staat was met een eigen regering, functioneerde de Griekse Staat in de praktijk als een vazalstaat van nazi-Duitsland en Italië. Gedurende zijn bestaan had de Griekse Staat te maken met grote economische en humanitaire problemen doordat de infrastructuur van het land in de oorlog verwoest was en vanwege de geallieerde blokkade van het land, hetgeen resulteerde in de Grote Hongersnood in de winter van 1941 op 1942. 
Na de terugtrekking van het Duitse leger en de bevrijding van het land in oktober 1944 kwam de collaborerende regering ten val en werd de monarchie hersteld. De vrede was daarmee echter nog niet hersteld, want een poging van de communisten om een gewapende revolutie te ontketenen, bracht het land in de Griekse Burgeroorlog. 